# Rakarnia
Rakarnia (548 m n.p.m.) – szczyt w środkowej części Grzbietu Wschodniego Gór Kaczawskich. U jego południowo-wschodnich podnóży leżą Nowe Rochowice.
Zbudowana jest ze staropaleozoicznych skał metamorficznych pochodzenia wulkanicznego – zieleńców i łupków zieleńcowych, oraz pochodzenia osadowego – fyllitów i łupków serycytowych.
Na północny wschód od szczytu, na grzbiecie znajdują się niewielkie skałki.
Masyw porastają lasy mieszane, miejscami świerkowe z domieszką buka oraz liściaste – bukowe.
Północne zbocza obejmuje Rezerwat przyrody Buki Sudeckie.